# Zigeng
Zigeng (kinesiska: 子庚, 子庚乡) är en socken i Kina. Den ligger i provinsen Sichuan, i den sydvästra delen av landet, omkring 530 kilometer sydväst om provinshuvudstaden Chengdu. Antalet invånare är 1891. Befolkningen består av 928 kvinnor och 963 män. Barn under 15 år utgör 22,0 %, vuxna 15-64 år 69 %, och äldre över 65 år 8,0 %.
Genomsnittlig årsnederbörd är 658 millimeter. Den regnigaste månaden är juli, med i genomsnitt 227 mm nederbörd, och den torraste är november, med 1 mm nederbörd.